# Karl Benirschke
Karl Johann Willibald Benirschke (17. srpna 1875 Šumperk – 28. dubna 1941 Niederwiesa) byl vídeňský architekt a stavitel, žák Otto Wágnera, který z původních záměrů přešel k pragmatismu.

## Život
Narodil se v rodině zaměstnance státních drah Vídeň. Otec Willibald (29. června 1837 Bruntál – 2. března 1897 Šumperk), matka Theresia (7. září 1845 – 13. února 1931). Rodiče se po sňatku stěhovali do Vídně, ale Karl se narodil v Šumperku.
Ze sourozenců je známý interiérový architekt a designér mladší bratr Max (7. května 1880 Vídeň – 28. září 1961 Düsseldorf), který studoval v Šumperku na odborné tkalcovské škole (1895–1897) a v roce 1902 na uměleckoprůmyslové škole ve Vídni u Josefa Hoffmanna.
Karl Benirschke v Šumperku vychodil obecnou a měšťanskou školu. V letech 1890–1894 studoval na státní vyšší průmyslové škole v Brně, kde v té době učili na stavebním oddělení architekti Alois Prastorfer (1846–1910) a Američan Germano Wanderley (1845–1904). Během prázdnin 1893 a 1894 se vyučil zedníkem u šumperské firmy stavitele Franze Klemy. Po maturitě pracoval dva roky jako stavební technik v architektonické kanceláři K. Bruggera v Saarbückenu. Od roku 1897 studoval na Akademii výtvarných umění ve Vídni nejdříve u Victora Luntze, po dvou letech pokračoval u Otto Wágnera, kde zůstal tři školní roky (1899–1902). Jeho spolužáky byli např. chorvatský architekt Vjekoslav Bastl, Wunibald Deininger (1879–1963). V Mohuči učil od listopadu 1903 do dubna 1906 na uměleckoprůmyslové škole. V červnu 1906 se usadil v Saské Kamenici a dne 29. června 1909 uzavřel sňatek s Ellou Schubertovou. Pracoval v Ateliéru pro architekturu architekta Wenzela Bürgera do roku 1911, kdy spolu vytvořili řadu staveb v duchu národně romantickém později ve stylu secesním. Pak založil vlastní stavební kancelář se společníkem Augustem Kornfeldem (1878–1967) tesařem z Güterslohu.

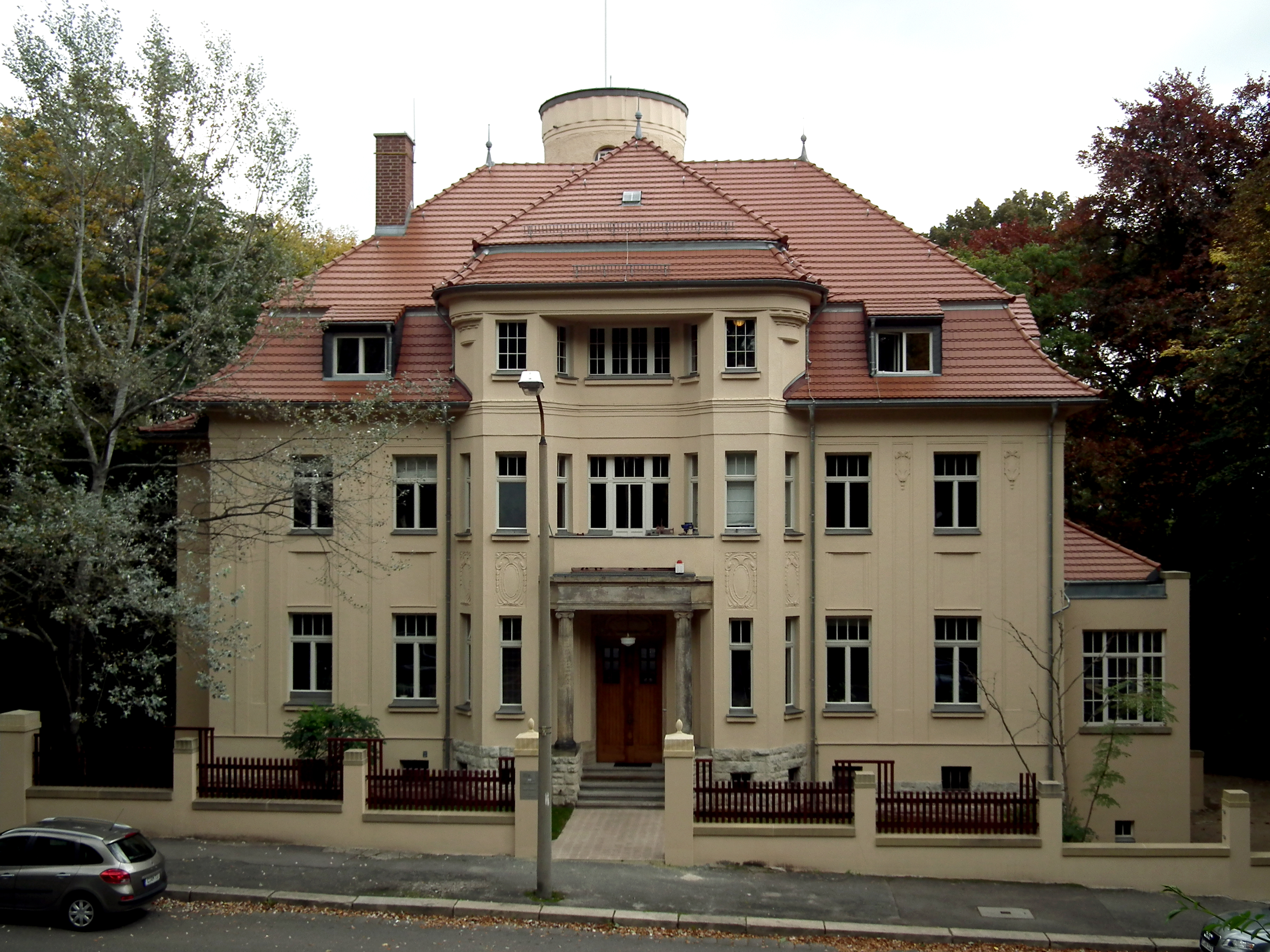
Vila Oskar v Saské Kamenici

## Dílo

### Projekty a stavby
- pomník Friedricha Schillera v Šumperku 1905, odhalen 5. května 1905

v Saské Kamenici
- správní budova Auto Union,
- divadlo Apollo,
- továrna Metallbau (1924 – 1925)
- továrna Hans Bernstein (Chemnitz, 1926)

společně s firmou Bürger
- projekt spořitelny a poštovního úřadu v Kufsteinu v Tyrolsku (1906–1907),
- vila Oskar Parkstraße 35, Chemnitz (1907)

- před rokem 1908 továrna na rukavice Bratří Beckerové v Saské Kamenici (zničena při leteckém bombardování v roce 1945) a celá řada obytných domů např. vila Gustava Krautheima (1907)[3].